# 聖母無玷聖心書院
聖母無玷聖心書院（英語：Immaculate Heart of Mary College，簡稱聖心或IHMC），位於香港新界沙田區乙明邨的一所連環型校舍，與聖母無玷聖心學校、聖母無玷聖心幼稚園連繫，為津貼學校、區內傳統男女子中學，採用英語作為教學語言。

## 歷史
該校由聖母痛苦方濟傳教女修會創立。
本會創辦人為方濟會會士柏長青主教（The Most Rev. Bishop Raphael Palazzi O.F.M.），恩師為方濟會會士真福雷永明神父（Blessed Gabriele Allegra OFM）和方濟會會士蒲師禮神父（Rev. Fr. Seraphim Priestley O.F.M.）本會亦創立了聖母無玷聖心學校以及聖母無玷聖心幼稚園。

### 校名、校訓、校徽
校名「Immaculate」解作「純潔」、「無玷污」。
校訓為「篤愛勤勞 AMOR ET LABOR」，「AMOR ET LABOR」 是拉丁文，意思是「愛與工作」「LOVE and LABOUR」，另一譯「孝悌勤儉」。校徵亦寫有拉丁文校訓「AMOR ET LABOR」。

### 歷任校長
- （1981-1984） 梁華昌先生
- （1984-2007） 鍾妙嫦修女
- （2007-2010） 莊紹文先生
- （2010-） 莫潔如女士

## 外部連結
- 聖母無玷聖心書院 （页面存档备份，存于）
- 聖母無玷聖心學校 （页面存档备份，存于）
- 聖母無玷聖心幼稚園 （页面存档备份，存于）
- 聖母無玷聖心校友會 （页面存档备份，存于）